# Hassidisme
Pour les 'Hassidim du temps des Maccabées, voir Hassidéens, pour le  hassidisme médiéval allemand, voir Hassidisme médiéval.

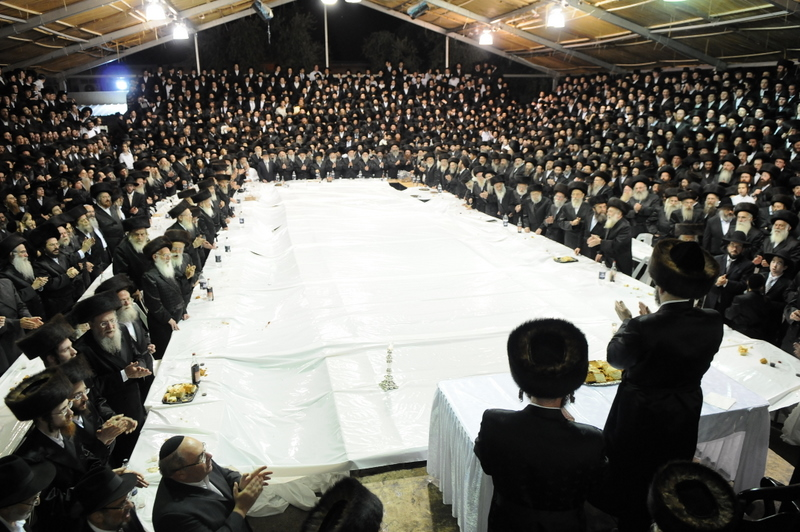
Un tish (rassemblement religieux) de la dynastie hassidique de Boyan à Jérusalem lors de Soukkot, 2009.

Le judaïsme hassidique ou hassidisme (hébreu : חסידות 'Hassidout, « piété » ou « intégrité », de la racine hébraïque חסד « générosité », qui donne l'adjectif yiddish : חסידיש 'Hassidiche) est un courant mystique du judaïsme fondé au XVIIIe siècle par le rabbin Israël ben Eliezer, connu sous le nom de Baal Shem Tov ou Besht (le maître du bon Nom), né en Podolie, région qui fait partie de l'Ukraine et qui, à cette époque, appartenait à la Pologne.
Axé sur la piété et la charité, centré sur l'individu dans la relation directe avec Dieu, le hassidisme s'oppose à la tradition érudite et figée du judaïsme rabbinique mitnaged, jusqu'alors unique courant du rite Ashkénaze, et constitue une réponse spirituelle à la misère matérielle des communautés juives persécutées de l'Europe orientale. Les hassidim (pieux) insistent particulièrement sur la ferveur et la communion joyeuse avec Dieu (devekut), en particulier par le chant et la danse. Le mouvement se structure autour des tsadikim (sages bons et droits), personnalités charismatiques dotées de pouvoirs thaumaturgiques. Les fondateurs forment à l’origine de véritables dynasties de maîtres dont les fonctions se transmettent héréditairement, de père en fils, dans une « cour » hassidique, et plus rarement au gendre du précédent Rabbi (en l'absence d'une descendance masculine), qui devient alors la source héréditaire des prochaines générations de Rabbi.
L'émergence et l'expansion rapide du hassidisme au sein de la république des Deux Nations, la fédération du royaume de Pologne et du grand-duché de Lituanie, et au-delà, ainsi que le sentiment d'identification qu'il suscite, l'aide à résister à une hostilité persistante au sein du judaïsme talmudique. Cette opposition de la part des ultra-orthodoxes, qui fondent leur pratique religieuse sur la stricte logique des textes et rejettent l'extase des hassidim, se nomme le mitnagdisme. Ils sont également connus comme « lituaniens » du fait qu'ils vivent sur le territoire du grand-duché de Lituanie (qui recouvre également le territoire de l'actuelle Biélorussie), en particulier de Vilnius, Minsk et Bialystok. Cette opposition s'est fortement atténuée avec le temps, sans totalement disparaître.
Le hassidisme est un phénomène central de l'histoire juive moderne et l'une des caractéristiques religieuses et sociales des Juifs d'Europe orientale.
Aujourd'hui, le hassidisme est l'un des deux courants majeurs de l'orthodoxie juive, avec le mitnagdisme.

## Histoire
Le hassid, adepte du hassidisme, est étymologiquement celui « qui aime Dieu ». Le terme peut également désigner tout simplement un Juif pieux dont la vie entière est tournée vers Dieu et ses enseignements.

« Dans peu de temps, beaucoup de gens pourront s'habiller avec des vêtements comme le Baal Shem Tov ! »

— Prémonition de Breslov
Les 'Hassidim parlent le yiddish et portent généralemnt des vêtements distinctifs. L'habillement noir de l'homme reproduit la mode polonaise d’antan : un long caftan et un chapeau ou une toque de fourrure (le schtreimel ou le spodik), des papillotes,appelées peotes,le long du visage et une barbe. Les femmes doivent porter des jupes et dissimuler leurs cheveux. Les hassidims respectent une stricte séparation des sexes, les hommes se livrent presque exclusivement à des études religieuses.

### Fondation
Le mouvement hassidique est initié par le Israël ben Eliezer, surnommé le Baal Shem Tov ou le « Besht » (1700-1760), qui vit au sein de la république des Deux Nations dont la constitution approuvée par la Diète de Varsovie en 1573 octroie la liberté religieuse à toutes les confessions. La fédération polono-lituanienne se caractérise par le pluralisme culturel, ethnique, et religieux où cohabitent des catholiques, des protestants, des uniates, des orthodoxes, des musulmans (Tartares), des Juifs. Ces derniers, dans les petites bourgades (shtetls) comme dans les grands centres urbains, jouissent donc de la liberté de pratiquer leur religion et d'une certaine autonomie politique : le pouvoir royal leur concède le droit de se gouverner selon leur loi religieuse. Ainsi, les communautés juives s’autogouvernent sous l’autorité d’un conseil (le kahal) et sont représentées au sein du Conseil des Quatre Pays, une instance juive centrale aux multiples prérogatives juridiques, économiques et religieuses.
Le hassidisme est un courant mystique et piétiste, né en réaction au judaïsme « académique » de son époque et à la suite du traumatisme causé par le soulèvement cosaque de 1648, durant lequel les Cosaques d'Ukraine menés par Bogdan Khmelnytsky s'attaquent, avec la plus grande sauvagerie, aux Polonais et aux Juifs, perçus comme leurs alliés. Des centaines de communautés juives sont systématiquement exterminées dans des conditions d'une horreur sans précédent. Les massacres entraînent un désastre économique et social et un vide spirituel. De plus, les communautés juives de Pologne-Lituanie sont ébranlées par l'apparition des faux messies, Sabbataï Tsevi (1626-1676) et Jacob Frank (1726-1791). L'engouement populaire que ces deux hommes suscitent discrédite et affaiblit profondément les bases du judaïsme.
Dans ce contexte de découragement, la pratique religieuse du rabbin Baal Shem Tov se démarque tout particulièrement. Sa haute piété morale, ses miracles et surtout son mode de prière extatique attirent des adeptes fervents, qui s'emploient à diffuser ces pratiques mystiques à leur tour. À l’inverse du monde de l’étude traditionnelle, notamment celui des yeshivot (écoles religieuses), le Besht voit dans la nature un lieu privilégié de la présence et de la manifestation du divin. Pour lui, le contact avec les éléments naturels prédispose au dialogue intime avec le Créateur, notamment par la concentration, la prière et la méditation solitaire. La communication avec Dieu ne se fait donc plus par la médiation d’un rabbin au sein de la communauté, par l’étude des textes saints, mais directement, dans la contemplation de la création. Sans nier la centralité de l’étude et l’importance de la synagogue et de la maison d’étude et de prière, le Besht met l'accent sur la joie, l'affect, l'enthousiasme et la ferveur, qui s'expriment dans la célébration, la danse et le chant.
Un hassid est donc un homme pieux, un fervent qui veut transfigurer son existence par la prière, la compréhension des commandements divins et être l'acteur de la renaissance de sa vie, par-delà les autorités officielles.
Le Besht n'a rien écrit et ce sont ses disciples qui ont publié ses dires. Yaakov Yossef Hakohen de Polnoa (début du XVIIIe -1784), auteur de Toledot Yaakov Yosef, rassemble les paroles du maître dans un recueil qui sert de modèle à de nombreux ouvrages. Le rabbin Dov Baer de Mezeritch, appelé Maggid de Mezeritch (prédicateur de Mezeritch) (1704 - 1772), développe une grande partie de la pensée hassidique et incite des émissaires à aller prêcher la bonne parole dans les communautés d’Europe orientale.
La crise économique et politique de la Pologne-Lituanie au XVIIIe siècle aboutit à la disparition du Conseil des Quatre Pays en 1764 et au premier partage des territoires entre les puissances voisines (la Russie, la Prusse et l'Autriche) en 1772. Cela marque la perte d’influence des institutions juives, dont les conseils communautaires (les kahals). Leur affaiblissement favorise l'expansion du hassidisme. Parti des provinces polonaises en Ukraine (Podolie et Volhynie), où œuvrent ses précurseurs Levi Yitzhok de Berditchev (1740 -1809), Nahman de Breslev (1772- 1810) et Menahem Nahoum Twerski de Tchernobyl (1730-1797), le hassidisme s'implante ensuite sur le territoire du grand-duché de Lituanie avec Shneur Zalman de Liozna (1745 -1813), puis en Pologne propre avec Elimelekh de Lijensk (1717-1786), Meshoulam Zoucha d'Anipoli (1718-1800), Jakub Izaak Horowicz, appelé Hozeh de Lublin (Voyant de Lublin) (1745-1815), Shmouel Shmelke Horowitz (1726-1778), et Jakub Izaak Rabinowicz de Przysucha (1766 -1813).
À mesure que le mouvement se développe, il engendre, à la troisième génération, des interprétations différentes, comme le retour à l'intellect de Shneur Zalman de Liozna ou à l'isolement mystique et à la joie en toutes circonstances de Nahman de Bratslav.

### Oppositions rabbiniques

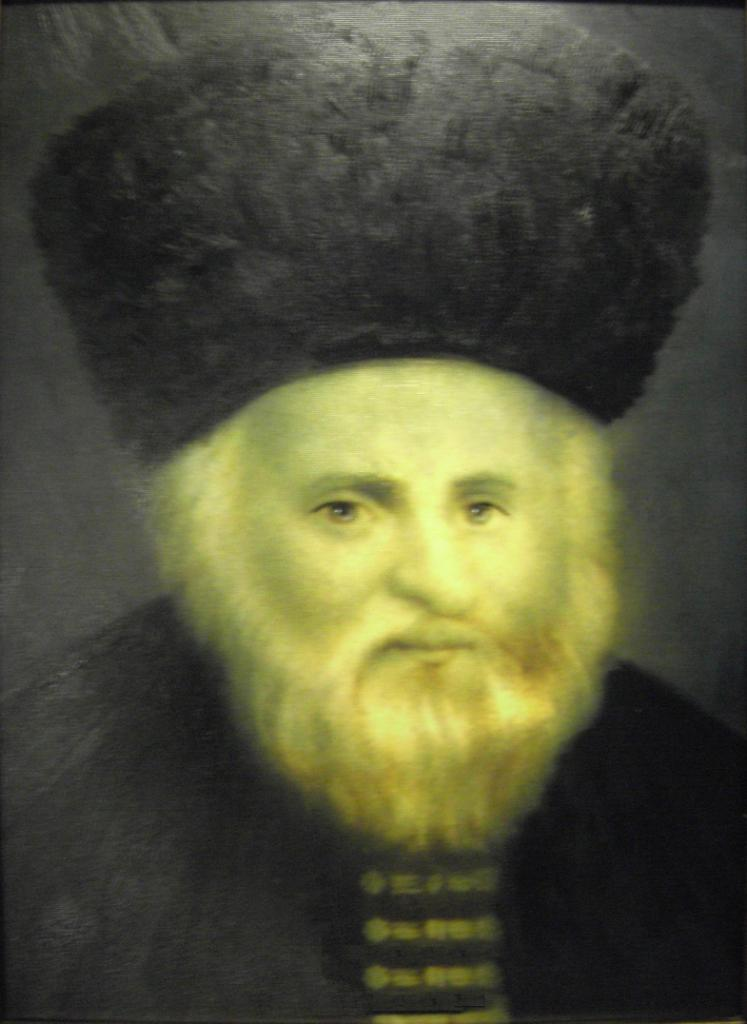
Le Gaon de Vilna.

Cette nouvelle relation à la religion déplait aux autorités rabbiniques établies, ceux qui se nommeront plus tard les mitnagdim (opposants), rassemblés sous l'autorité de l'illustre Elyahou Kramer, le Gaon de Vilna (1720 -1797). La crainte de voir le hassidisme dévier vers l'hérésie, en particulier vers des pratiques extatiques ou messianiques, est forte. Certains rabbins, comme Menachem Mendel Schneersohn (1789- 1866), reconnaitront ensuite que l'influence du Gaon de Vilna est positive, car elle oblige le mouvement hassidique naissant à éviter d'aller trop loin dans ses innovations ou son antinomisme, une tendance récurrente dans les mouvements mystiques. Cependant, la principale crainte des traditionalistes vient du fait que l'exaltation mystique engendrée par la prière, le chant et la danse se passe de l'intermédiaire des érudits talmudiques.
Si le Gaon ne s’expose jamais personnellement, il exerce une domination spirituelle sur la communauté de Vilnius et incite ses disciples à gêner les actions des « hérétiques ». L'opposition du Gaon de Vilna va parfois très loin : des anathèmes, de l'exclusion de la communauté (Herem) et des livres brûlés publiquement jusqu'à la dénonciation aux autorités. Le combat ne s’atténue qu’à sa mort en 1797. Cette querelle d’une rare intensité constitue, durant un quart de siècle, l’un des épisodes les plus violents de la vie religieuse dans le monde ashkénaze. L'Europe orientale juive s'embrase alors que les Juifs de France entrent à l'École polytechnique et que leurs homologues allemands s'installent dans les universités.
Le grand-duché de Lituanie résiste longtemps, des foyers hassidiques s'y diffusent toutefois, notamment à Minsk, dans la banlieue de Pinsk, à Karlin autour d’Aaron Le Grand de Karlin (1736-1772) à Chklow et à Vilnius.

### Oppositions des modernistes
Le judaïsme rabbinique orthodoxe n'est pas le seul à critiquer le mouvement hassidique. Il se heurte également de plein fouet aux partisans des idées de Haskala (mouvement de modernisation de la culture juive) qui trouve son origine en Allemagne. Vers la fin du XVIIIe siècle, il se déplace progressivement vers l’Europe de l’Est et s’implante durablement dans les centres urbains, notamment à Brody et Tarnopol, Odessa et Vilnius. La Haskala berlinoise attire des savants mais également les milieux éclairés d’entrepreneurs, de négociants et de commerçants, qui désirent réduire le fossé existant entre le monde économique dominant et les milieux d’affaires juifs. Menahem Mendel Lefin (en) (1749 -1826), Nachman Krochmal (1785-1840) ou encore Joseph Perl (1773-1839) sont des hérauts de la modernisation de la culture juive sur l'ancien territoire de la Pologne-Lituanie.
Pour les hassidim, l’Exil n'est qu'une période d’attente et provisoire, d'où leur choix d'une vie ostensiblement en marge du milieu ambiant, du yiddish comme langue exclusive, et des particularités vestimentaires comme signe de ralliement. Ils font tout pour se distancier socialement, culturellement et politiquement de leur environnement. Pour les partisans de la Haskala qui espèrent une intégration des Juifs dans la vie moderne, cette volonté délibérée de se démarquer représente une anomalie qui entrave leurs efforts pour insérer les Juifs dans la normalité sociale.

### Le rayonnement et l'organisation

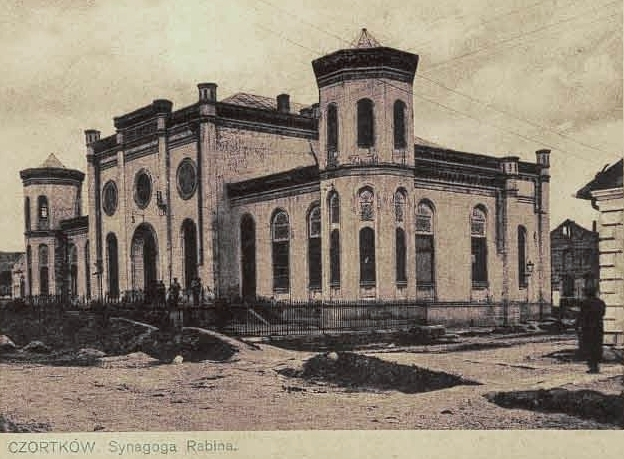
La synagogue hassidique de Tchortkiv vers 1905.

Shneur Zalman ben Baruch (1747-1812) tente de donner au mouvement hassidique un aspect plus rationnel et une base intellectuelle plus approfondie. Cette tentative de raviver le hassidisme aboutit à l'émergence d'une branche importante connue sous le nom de Chabad-Loubavitch du nom de village Lioubavitchi. Shneur Zalman, cependant, est victime des mitnagdim qui le remettent aux Russes. Cela enflamme les relations entre talmudistes et hassidims, et Zalman acquiert le statut de martyr. Le Chabad se développe essentiellement en Pologne et en Lituanie, tandis que plus à l'Est, le mouvement hassidisme tend davantage vers le mystique.
Au tournant des XVIIIe et XIXe siècles, la fonction du tsadik devient héréditaire, ce qui renforce sa position au sein de la communauté. Ceci, à son tour, renforce et consolide les communautés elles-mêmes, qui évoluent désormais autour des centres stables, des dynasties tsadik émergentes, par exemple à Medjybij, Lioubavitchi, Bełz, Vyjnytsia, Przysucha, Kock, Aleksandrów Łódzki, Góra Kalwaria ou encore à Satu Mare. Il s'agit d'une nouvelle organisation communautaire, centrée désormais autour d'une figure spirituelle. Des tribunaux indépendants, des écoles et des institutions religieuses commencent à se développer autour des dynasties tsadiks. Certains cercles du hassidisme évoluent vers la centralisation autour des dynasties locales de tsadik, ce qui à son tour sclérose, d'une certaine façon, ces institutions strictement hiérarchiques.
Aujourd'hui encore, des groupes hassidiques sont structurés autour du rebbe, le grand chef qui veille sur tous les aspects de la vie du groupe : finances, spiritualité, politique, etc. Dans chaque foyer du groupe, on trouve une photo du chef et de son épouse et, traditionnellement, les aînés des familles portent leurs noms. Le titre est héréditaire, épousant le principe de royauté.
Aucun rebbe connu n'établit sa résidence à Cracovie, Prague, Budapest ou Varsovie. Le mode d'existence hassidique se concilie mal avec les mœurs de la grande ville moderne, où les Juifs, que ce soit dans les quartiers populaires, ou dans d'autres plus aisés, sont beaucoup plus largement marqués par les modes de vie des couches non-juives, par des idéologies anti-ou non religieuses.
Les dynasties hassidiques sont nombreuses, les plus importantes étant :
- dynastie hassidique de Bełz, fondée par Sholom Rokeach (1781-1855) ;
- dynastie hassidique de Bobowa et Sanz, fondée par Szlomo Halberstam (1847-1905) ;
- dynastie hassidique de Braslaw, fondée par Nahman de Bratslav (1772 -1810) ;
- dynastie hassidique de Lioubavitchi, fondée par Shneur Zalman de Liozna (1745 -1813) ;
- dynastie hassidique de Góra Kalwaria fondée par Yitzchak Meir Rotenberg-Alter (1799-1866) ;
- dynastie hassidique de Cluj-Napoca et Nowy Sącz, fondée par Chaim Halberstam (1796-1876) ;
- dynastie hassidique de Satu Mare, fondée par Joël Teitelbaum (1887-1979) ;
- dynastie hassidique de Skwira, fondée par Yitzchak Twersky ;
- dynastie hassidique de Vyjnytsia, fondée par Menachem Mendel Hager ;
- dynastie hassidique de Tchernobyl, fondée par Menahem Nahoum Twerski de Tchernobyl (1730-1797).

Parmi les dynasties plus petites, il convient de noter : 
- dynastie hassidique de Berdytchiv fondée par Levi Yitzhok de Berditchev (1740-1809) ;
- dynastie hassidique de Kock, fondée par Menahem Mendel de Kotzk (1787-1859) ;
- dynastie hassidique de Lublin, fondée par Lejb Jehuda Eiger (1813-1888) ;
- dynastie hassidique Biala de Szydłowiec, Przysucha et Biała Rawska, fondée par Jakub Izaak Rabinowicz, (Jacob Isaac ben Asher Rabinowicz, dit le Juif) (1766 -1813) ;
- dynastie hassidique de Lelów, fondée par Dawid Biderman z  (1746-1814).

### Culture
Le chant hassidique constitue un trait d'union entre la musique religieuse et la musique populaire. Le ḥassid reconnaît à une mélodie chantée une puissance stimulatrice et magique; c'est pourquoi il a recours à elle quand il prie ou quand il veut expliquer l'inexplicable à une personne inculte. Le mouvement hassidique capte ouvertement des mélodies et des danses populaires. Les répertoires des niggunîm (mélodies sans paroles) et des danses des différentes dynasties hassidiques exercent une influence considérable sur les œuvres savantes de certains compositeurs juifs et sur la musique populaire d'Israël.

### Rapprochement avec les mitnagdims
À compter de la seconde moitié du XIXe siècle, les relations entre les deux courants orthodoxes s'améliorent.
Le hassidisme commence à être accepté par un nombre croissant d'érudits talmudistes et de rabbins qui s'aperçoivent qu'il ne rompt pas avec le culte traditionnel, n'abolit pas les dispositions de la foi, mais ne fait qu'en simplifier quelques-unes, en préservant les us et coutumes. Cependant, les mitnagdims n'acceptent jamais pleinement les pratiques religieuses hassidiques.
Les hassidims sont portés vers la mystique fondée sur l'exaltation des émotions religieuses, tandis que les mitnagddims, majoritairement issus des écoles talmudiques de Lituanie, pratiquent un judaïsme plus austère, plus intellectualisé, fondé sur le principe de la casuistique dialectique (pilpoul). Critiquant une orientation hassidique assurant la suprématie de la Kabbale (mystique juive) sur la Halakha (loi juive), les mitnagddims leur reprochent notamment une « joie de vivre », qu'ils estiment incompatible avec l'étude de la Torah. Enfin, le culte de tsadiks, traditionnel chez les hassidims, fait toujours craindre aux mitnagdims l'apparition d'un nouveau pseudo-messianisme, rappelant ainsi l'aventure malheureuse du Messie auto-déclaré, Sabbataï Tsevi.
Cependant, de nouveaux dangers apparaissent pour le judaïsme orthodoxe et les deux courants qui partagent une attitude très hostile à l'égard des innovations et des idéologies modernes : judaïsme réformé, assimilation, sionisme et socialisme, se rapprochent.
Le sionisme est particulièrement décrié. Pour la majorité des religieux orthodoxes, seul Dieu, par l'intermédiaire du Messie, peut recréer l'état d'Israël. Créer un État juif sans le messie est une révolte contre Dieu.
Vers 1870, le hassidisme perd de sa créativité, de son prestige et une bonne part de ses adhérents. En Pologne, la misère continue à chasser les Juifs vers les grandes villes où la prolétarisation les conduit aux idéologies socialistes et laïques. L'Amérique accueille aussi des millions de juifs de l'Est, mais elle est peu propice à la persistance du mode de vie traditionnel.
Les juifs religieux ressentent donc le besoin de se regrouper. Leur idéal commun reste une vie juive centrée sur les rabbins, refusant beaucoup d'aspects du monde moderne, regroupée dans des quartiers séparés, tant des non-juifs que des autres juifs. Physiquement, leurs vêtements noirs ("les hommes en noir") les font remarquer facilement. Ainsi, les deux courants créeront de concert le parti Agoudat Israël en 1912, en Pologne. Après, la renaissance de la Pologne à la fin de la première guerre mondiale, le parti Agoudat Israël participe aux élections et ses députés siègent à la Diète polonaise.

### L'exode et la Shoah
La communauté juive est bouleversée par la montée de l'antisémitisme au sein de l'Empire russe, la révolution bolchevique, la Première Guerre mondiale et l'éclatement des empires russes et austro-hongrois qui s'ensuit. Les réfugiés juifs gagnent en particulier les États-Unis et la Palestine. Cependant, les communautés hassidiques participent très peu à cet exode.
Au cours de la Seconde Guerre mondiale, le génocide nazi annihilera le hassidisme en Europe de l'est, surtout en Pologne. Les sièges des dynasties sont détruits et leurs rebbes, comme leurs fidèles, sont assassinés. En 1945 peu de hassidim ont survécu : de rares rescapés des camps de la mort ou des survivants en Roumanie et en Hongrie, enfin certains hassidim polonais qui ont séjourné en Sibérie et en Asie soviétique. Nombre d'entre eux se regroupent dans les camps de personnes déplacées en Allemagne, puis émigrent aux États-Unis, au Canada, en Belgique et en Israël.
Le communisme portera un coup de grâce à ces communautés, du fait de sa politique générale contre les religions.[source insuffisante]

## Orthodoxes et ultra-orthodoxes après la Shoah
Les survivants, relativement peu nombreux, des persécutions nazies sont parvenus à se regrouper selon leurs affinités, principalement aux États-Unis et en Palestine mandataire ; l'Europe occidentale n'a généralement servi que d'étape de transit.
Très affaiblies au départ, les communautés ont depuis connu un spectaculaire redressement, lié à une forte croissance démographique (les familles nombreuses de 7 à 10 enfants sont la norme), mais aussi à l'activité intense de certains groupes (en particulier les Loubavitchs) au sein des communautés juives, dont certains membres se rallient aux hassidim.
Aujourd'hui, les hassidim vivent essentiellement en Israël et en Amérique du Nord. À New York, ils sont environ 260 000 et, à Montréal, autour de 20 000, principalement installés dans les quartiers Mile End et Outremont, où ils représentent 20 % de la population.
Leurs spécificités restent : 
- un séparatisme social (écoles spécifiques, magasins spécifiques), géographique (quartiers séparés, parfois physiquement fermés pendant le chabbat ) et vestimentaire, même vis-à-vis des autres juifs.
- une forte religiosité. En Israël, les financements d'État des yechivot permettent à une forte proportion de hassidim hommes d'étudier le Talmud toute leur vie, sans travail salarié.
- un rapport allant d'une hostilité viscérale (très minoritaire) à une vision positive (minoritaire), en passant par une neutralité intéressée mais critique (majoritaire) vis-à-vis du sionisme. Ce qui en fait une exception dans le paysage politique juif.

- obéissance absolue à leurs rebbes héréditaires, et non aux chefs de yechivot les plus marquants.
- religiosité marquée par la joie, la danse, la volonté d'être proche de Dieu.

Le sionisme est regardé avec une certaine méfiance. Certains groupes, comme les hassidim de Loubavitchs, ont adopté une attitude très favorable, mais ne vont cependant pas jusqu'à se dire eux-mêmes officiellement sionistes. D'autres (minoritaires) sont restés radicalement anti-sionistes. Parmi ces derniers, la communauté la plus importante est sans doute celle des hassidim de Satmar, appartenant à la Edah Haredit et connus pour ses appels à la destruction d'Israël.
Le degré de séparatisme social et de refus de la modernité varient selon les communautés.
La démocratie est considérée comme mettant la loi de la majorité au-dessus de celle de Dieu. À ce titre, elle suscite hostilité ou indifférence. La mixité est totalement rejetée. Seuls les aspects de la modernité technique qui ne sont pas contradictoires avec la loi religieuse sont bien acceptés. La télévision, avec ses images sexuelles ou au moins indécentes, est particulièrement mal perçue. Quand ils le peuvent, les hassidim vivent dans des quartiers haredim spécifiques, pour pouvoir y pratiquer leur mode de vie sans trop d'interférences avec le monde moderne.
À un extrême, certaines communautés, comme la Edah Haredit, sont particulièrement strictes dans leur rejet. Ainsi, les membres de la Edah prient pour la destruction de l'État d'Israël, un État impie, et refusent de pratiquer l'hébreu modernisé parlé en Israël, vivent de façon strictes dans des quartiers séparés, ont leurs propres tribunaux rabbiniques et évitent même, quand cela est possible, la nourriture cachère des autres communautés, qu'ils suspectent volontiers de laxisme dans le respect des rituels. L'usage de la télévision est totalement banni.
À l'inverse, les hassidim de Loubavitch, tout en respectant scrupuleusement le mode de vie orthodoxe, ne rejettent pas totalement les apports du monde moderne. En particulier, si l'utilisation de la technique reste très contrôlée, les loubavitchs l'acceptent s'ils estiment que cela peut embellir leur service de Dieu, y compris en apparaissant parfois à la télévision pour y prêcher leurs positions religieuses.
Les hassidim de Loubavitch ont aussi des pratiques professionnelles plus diversifiées que celles d'autres communautés, du moins tant que ces métiers n'entrent pas en contradiction avec leurs convictions religieuses. Sur le plan spirituel, les Loubavitchs considèrent que l'objectif de la création est de fonder une résidence ici-bas pour Dieu. En s'engageant dans le monde, les Loubavitchs entendent le sanctifier au nom de Dieu. Sur le plan pratique, cet engagement leur permet d'être en contact avec des Juifs très éloignés des pratiques religieuses, en vue de les ramener à la foi.
La pensée hassidique est très présente dans la vie juive.